# 中国国鉄6K型電気機関車
中国国鉄6K型電気機関車（ちゅうごくこくてつ6Kがたでんききかんしゃ）は中華人民共和国鉄道部（中国国鉄）が1986年（昭和61年）に輸入した交流用電気機関車である。

## 概要
1980年代の経済発展に伴い電化区間の大幅な延長が見込まれていたが、当時の技術力が他国に比べて大きく立ち遅れていたため、技術吸収目的で鉄道部は数多くの鉄道車両を輸入した。本形式もその中の一つである。日本の川崎重工業（→現:川崎車両）に発注され、日本国有鉄道のED75形とEF66形を元に設計された。
就役後当時の中国製電気機関車と比べ故障発生率の低さが認められ、以後生産された韶山3B型、韶山4型、韶山6型及び韶山7型は直接または間接的に本形式の技術を流用していたが、本形式のような低い故障率は望めなかった。また、本形式の汎用性は後に中国で開発された電気機関車に大きな影響を与えた。
1987年より、鄭州鉄路局の洛陽機務段（機関区）に85両全機が集中配置され、山岳区間で運用された。2000年代における中国の鉄道技術の向上に伴い、20年を超える車歴の本形式も2008年に4両（010、019、040、073）が廃車となった。2010年代に入ると、本形式の老朽化はさらに深刻な状況となり、大量廃車が開始され、2014年3月21日の嘉峰発洛陽行6918/6919次旅客列車の洛陽駅到着をもって最後の運用が終了した。本形式の運用は27年間に及び、一両あたり平均396万kmあまりであった。

## 命名機
- 6K-050号機 : 先鋒号
- 6K-059号機 : 共青団号
- 6K-061号機 : 五一標兵号
- 6K-066号機 : 民兵号

## 保存機
- 002号機（1987年製造）中国鉄道博物館東郊館（北京市）